# Kofola
A kofola a Kofola a.s. cég által gyártott szénsavas üdítőital. Színe és jellege hasonlít a hagyományos kólaizű kólához, íze azonban teljesen más, leginkább a medvecukorra emlékeztet. Különlegességét a 14-féle természetes alapanyag adja, többek között alma-, meggy- és ribizlikivonat, valamint cukor, karamell és különféle gyógynövénykivonatok. Szlovákiában és Csehországban a Coca-Cola és a Pepsi komoly konkurenciája. Az 1960-as és 1970-es években lett népszerű, amikor nyugati konkurensei még nem voltak jelen. Csehországban Krnovban, míg Szlovákiában Frivaldnádason állítják elő. A nagyobb üzem a csehországi Krnovban van. 2023 óta Magyarországon is forgalmazzák.

## A Kofola története
1959-ben a Csehszlovák Gyógynövénykutató Intézetben kísérleteket végeztek arra nézve, hogyan lehetne felhasználni a kávé pörkölésekor keletkező, feleslegesnek tartott koffeint. Egy sötét színű, édeskés-savanykás szirupot állítottak elő, mely a Kofo nevet kapta. 1960-ban ennek felhasználásával elkészült a Kofola névre hallgató ital. A hatvanas-hetvenes években Csehszlovákiában különleges népszerűségre tett szert, figyelemmel arra, hogy más szénsavas üdítőitalok, különösen a Pepsi vagy a Coca-Cola, nem voltak elérhetőek. Csapolva is forgalmazták, ami a mai napig megtalálható szinte minden étteremben, kocsmában.
Hagyományosan 0,33 literes üvegekben árulták, ez a változata ma is kapható.1998 óta félliteres, másfél literes és 2 literes műanyag palackokban is kapható. 2003-ban megjelent a 0,25 literes fémdobozos, 2004-ben az 1 literes műanyag palackos változat. Hordós változata 50 literes kiszerelésben kapható. A legutóbbi időkben a klasszikus, üveges változatot is újra piacra dobták 0,25 és 1 literes kiszerelésben.
2002 óta a fiatalokat megcélzó reklámkampányba kezdtek, új jelmondattal: „Když ji miluješ, není co řešit” / „Keď ju miluješ, nie je čo riešiť” („Ha szereted nincs mit kérdezni”, csehül, ill. szlovákul). Ma a palackokon látható VL (Veľká láska) felirat utal erre. 2000-ig a termék logója egy kávébabra emlékeztetett, azóta a kávé virágára.

## A gyártó cég
1989-ben a Kofolának meg kellett küzdenie a vasfüggöny lebontása után keletkező konkurenciával. A kilencvenes években a gyártás visszaesett, ráadásul megjelentek a piacon más, a "kofola" nevet mint italfajta-megnevezést használó termékek. 2000-ben a görög emigráns Szamarasz-család által alapított cég lett az egyetlen, amely Kofolát gyárthatott, a konkurenseknek nevet kellett változatniuk (Šofocola, Hejkola). A cég ekkor kezdett el terjeszkedni is, a krnovi üzem mellett Frivaldnádasdon is felépítettek egyet, hogy a növekvő szlovák keresletet is ki tudják elégíteni. Az addig Santa Nápoje névre hallgató vállalat felvette a Kofola ČeskoSlovensko a.s. nevet. Más termékeket is elkezdtek gyártani, mint például a Rajec nevű ásványvizet, az UGO nevű gyümölcslevet, a Jupí italokat és a Jupík gyerekitalokat, licensz alapján az RC Colát, és 2008-tól az exportra is termelt szőlő ízű Vineát.
2008-ban a Kofola felvásárolta a lengyel Hoop üdítőitalgyártót, 2009-ben pedig a Pinellit, s így elkezdték a Semtex nevű energiaital forgalmazását. 2010-ben új üzemet nyitottak Mnichovo Hradištěben, 2014-ben pedig felvásárolták a szlovén Radenskát is.

## Összetevők
Az ital alapját képező Kofo szirupban 14 féle gyógynövény és gyümölcs található. Emellett cukorral illetve kukoricasziruppal készül. A Pepsi és Coca-Colákhoz képest kb. 30 százalékkal kevesebb cukor, de 56 százalékkal több koffein van benne, és nincs benne foszforsav.

## Variációk
- Kofola Original – hagyományos kóla
- Kofola Citrus – citromos (2004)
- Kofola Bez Cukru – cukormentes (2008)
- Kofola Višňová – meggyes (2011)
- Kofola Extra Bylinková - tárnics, pitypang, menta (2011)
- Kofola Festivalová - guava (2012)
- Kofola s Guaranou – guaranás (2012)
- Kofola Vanilka – vaníliás (2013) (a nagy népszerűségre való tekintettel visszatért)
- Kofola Meruňka – barackos (2015)
- Kofola Meloun – görögdinnyés (2015)
- Kofola Čierna ribezľa – feketeribizlis (2017)
- Kofola Malina – málnás (2017)
- Kofola Ostružina – szedres (2018)
- Kofola Ananas – ananászos (2018)
- Kofola Grep – grapefruit-os (2018)
- Kofola Angrešt – egres ízű (2019)
- Kofola Med - mézes (2020)
- Kofola Mäta - mentás (2022)

Magyarországon a hagyományos változat mellett a citromos és a meggyes íz kapható.

### Karácsonyi limitált kiadások
- Kofola Škoricová - fahéjas (2007)
- Kofola Barborková - cseresznyés (2008)
- Kofola Hviezdičková - gránátalmás-vaníliás (2009)
- Kofola Vanilka – vaníliás (2012)
- Kofola Marcipánová - marcipános (2014)
- Kofola Perníková - mézeskalácsos (2014)
- Kofola Čokoládová - csokoládés (2015)
- Kofola Kokos - kókuszos (2016)
- Kofola Vlašský orech - diós (2016)
- Kofola Slivka so škoricou - fahéjas szilvás (2017)
- Kofola Hruška so škoricou - fahéjas körtés (2017)
- Kofola Mandarínka - mandarinos (2018)
- Kofola Linecké cukroví - linzeres (2022)
- Kofola Rumova - rumos (2023)
- Kofola Marlenka - Marlenka sütemény ízű (2024)

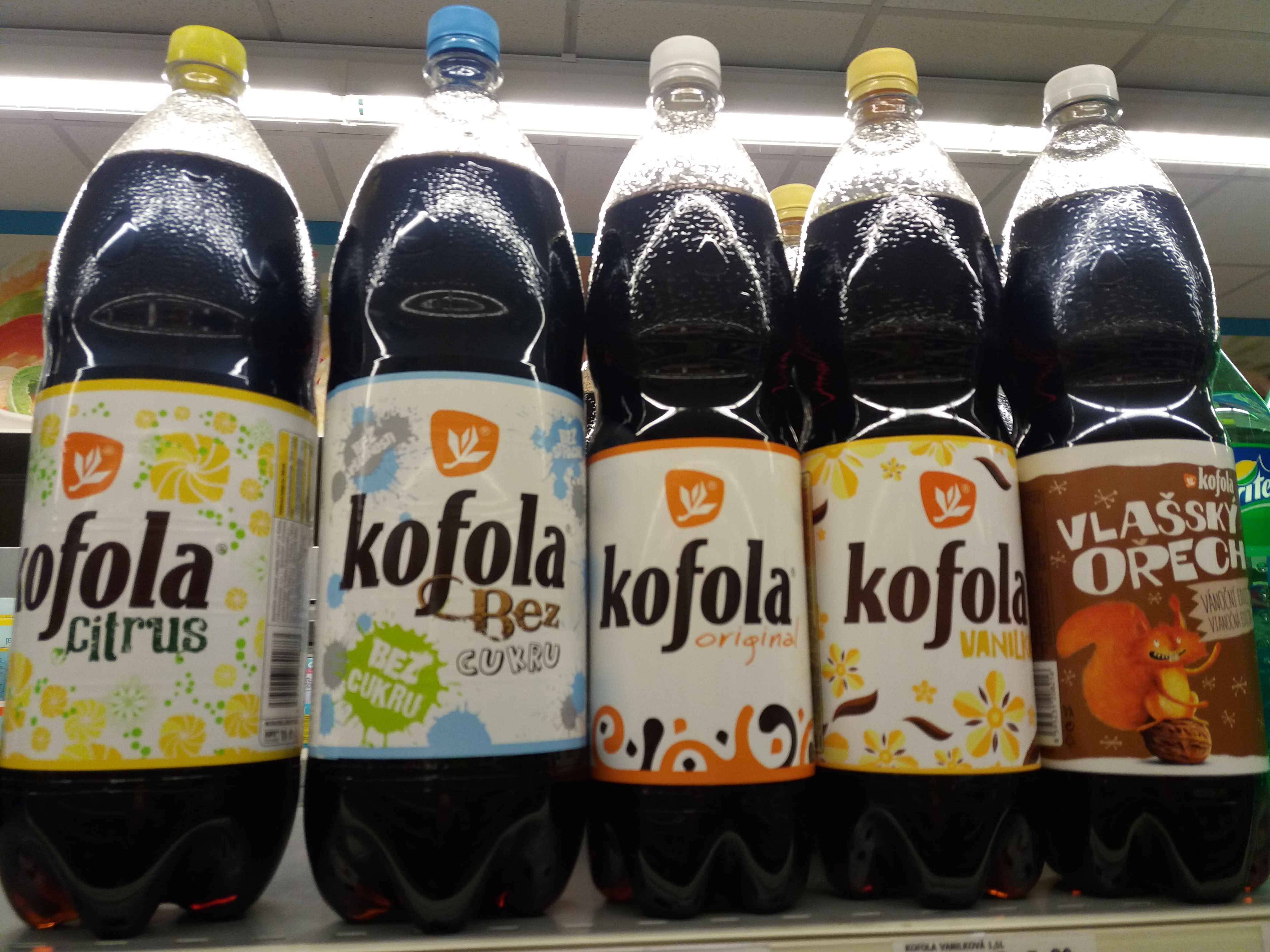
Citromos, cukormentes, hagyományos, vaníliás és diós ízesítésű változatok

## Koktélok
A legnépszerűbb koktél Kofola felhasználásával Tuzemák (cseh rum) és citromlé segítségével készül, és a Kofrum névre hallgat. Alkalmanként sörrel is keverni szokták.

## Fordítás
- Ez a szócikk részben vagy egészben  a   Kofola című angol Wikipédia-szócikk ezen változatának fordításán alapul.  Az eredeti cikk szerkesztőit annak laptörténete sorolja fel. Ez a jelzés csupán a megfogalmazás eredetét és a szerzői jogokat jelzi, nem szolgál a cikkben szereplő információk forrásmegjelöléseként.